# 까끄라기

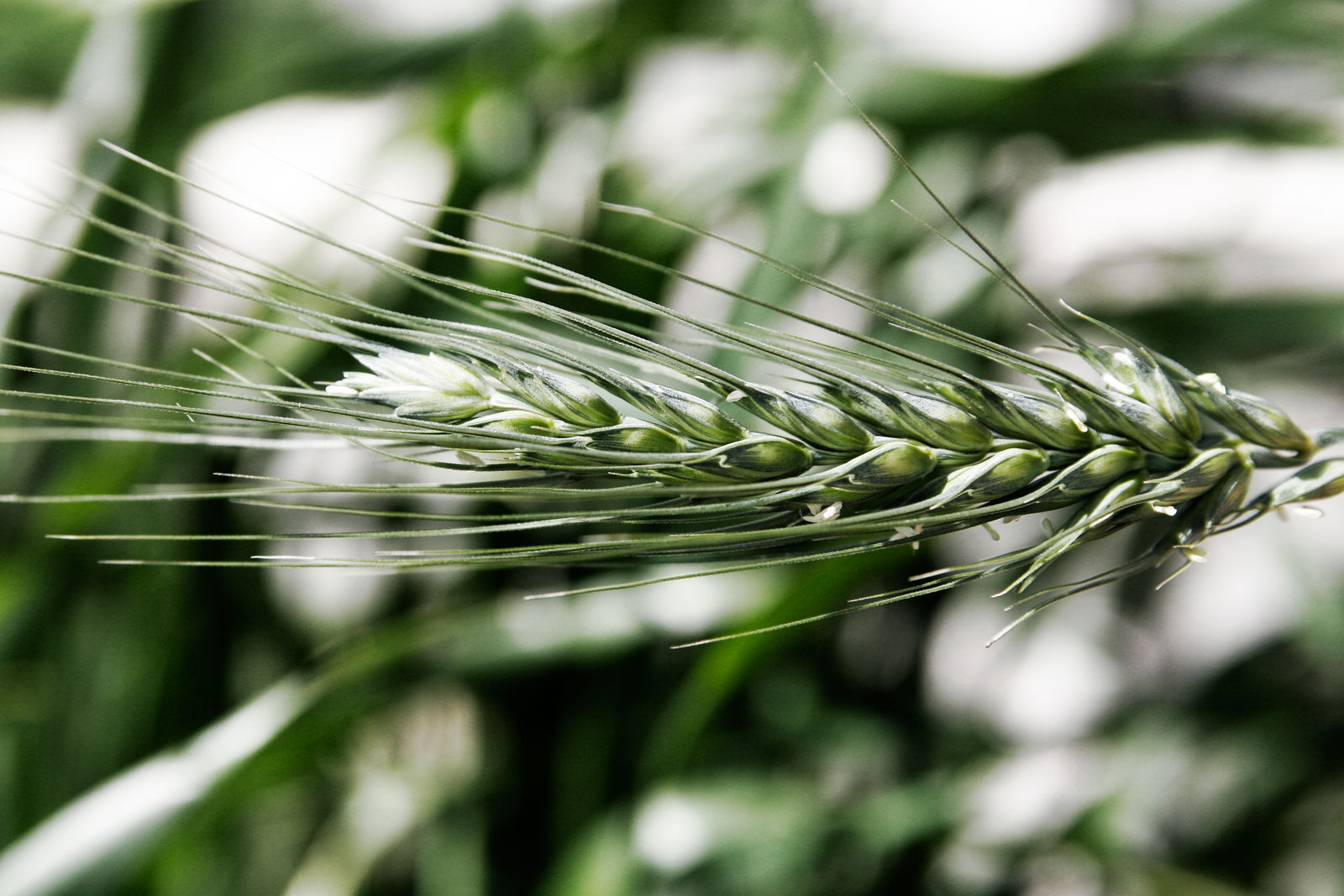

식물학에서 까끄라기, 까락, 망(芒)은 더 큰 구조물의 털같은 부속물이다. 국화과의 경우 식물관모(冠毛)의 뻣뻣한 바늘같은 부분이다.
까끄라기는 쥐손이풀과와 수많은 벼과를 포함하여 다양한 식물과의 특징의 하나이다.
일부 종의 경우 까끄라기는 예를 들어 보리와 같이 광합성에 상당한 기여를 할 수 있다.